# Soboš
Soboš (bis 1927 slowakisch „Soboč“; ungarisch Szobos) ist eine Gemeinde im Nordosten der Slowakei mit 141 Einwohnern (Stand 31. Dezember 2024), die im Okres Svidník, einem Kreis des Prešovský kraj sowie in der traditionellen Landschaft Šariš liegt.

## Geographie

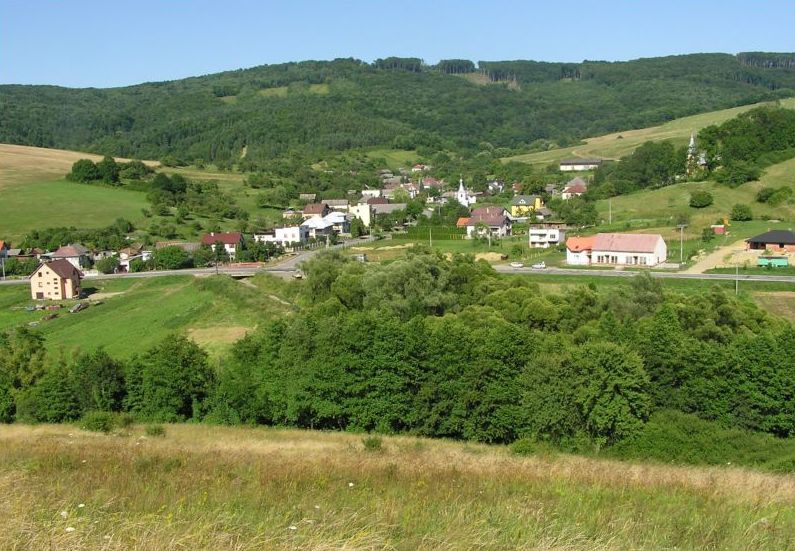
Soboš

Die Gemeinde befindet sich in den Niederen Beskiden, noch genauer im Bergland Ondavská vrchovina, am kleinen Fluss Radomka, wo sie mehrere kleine Bäche aufnimmt, im Einzugsgebiet der Topľa. Das Ortszentrum liegt auf einer Höhe von 210 m n.m. und ist sechs Kilometer von Giraltovce sowie 22 Kilometer von Svidník entfernt.
Nachbargemeinden sind Okrúhle im Norden, Vyšná Olšava im Osten, Fijaš im Südosten, Giraltovce im Süden, Matovce im Westen und Valkovce im Nordwesten.

## Geschichte
Soboš entstand gegen Mitte des 14. Jahrhunderts in der Herrschaft von Radoma nach deutschem Recht und wurde zum ersten Mal 1414 als Zabus beziehungsweise Zobos schriftlich erwähnt, weitere historische Bezeichnungen sind unter anderen Soowos (1427), Szoboss (1618) und Soboss (1773). 1427 wurden 30 Porta verzeichnet, und der Ort war Teil der Herrschaft von Makovica. Nach mehreren polnischen Einfällen im späten 15. Jahrhundert wurde der Ort fast menschenleer. Im 18. Jahrhundert war Soboš für hochwertigen Lehm für Fayence-Manufakturen in der Gegend bekannt. Bis zum 20. Jahrhundert besaß die Familie Bán Gutsanteile.
1787 hatte die Ortschaft 37 Häuser und 264 Einwohner, 1828 zählte man 41 Häuser und 320 Einwohner, die als Landwirte, Viehhalter und bis zum 17. Jahrhundert auch als Fischer beschäftigt waren. Ab Mitte des 19. Jahrhunderts wanderten Einwohner in verstärktem Maße aus.
Bis 1918 gehörte der im Komitat Sáros liegende Ort zum Königreich Ungarn und kam danach zur Tschechoslowakei beziehungsweise heute Slowakei. In der Zeit der ersten tschechoslowakischen Republik waren Landwirtschaft und Waldarbeit Haupteinnahmequellen der Bevölkerung. Nach dem Zweiten Weltkrieg pendelte ein Teil der Einwohner zur Arbeit in Industriebetriebe in der Gegend.

## Bevölkerung
| Jahr                | 1994 | 2004    | 2014    | 2024    |
| ------------------- | ---- | ------- | ------- | ------- |
| Anzahl der Personen | 144  | 132     | 140     | 141     |
| Unterschied         |      | −8,33 % | +6,06 % | +0,71 % |

| Jahr                | 2023 | 2024    |
| ------------------- | ---- | ------- |
| Anzahl der Personen | 138  | 141     |
| Unterschied         |      | +2,17 % |

Gemäß der Volkszählung 2011 wohnten in Soboš 147 Einwohner, davon 11 Slowaken, 24 Russinen und zwei Ukrainer. 10 Einwohner machte keine Angabe zur Ethnie.
71 Einwohner bekannten sich zur orthodoxen Kirche, 44 Einwohner zur griechisch-katholischen Kirche, 17 Einwohner zur römisch-katholischen Kirche sowie jeweils zwei Einwohner zu den Zeugen Jehovas und zur Evangelischen Kirche A. B. Ein Einwohner bekannte sich zu einer anderen Konfession, ein Einwohner war konfessionslos und bei neun Einwohnern wurde die Konfession nicht ermittelt.

## Bauwerke
- griechisch-katholische Cosmas-und-Damian-Kirche aus dem Jahr 1880

## Verkehr
Durch Soboš führt die Cesta I. triedy 21 („Straße 1. Ordnung“) von Lipníky zur polnischen Grenze bei Vyšný Komárnik, als Teil der E 371.